# Osebnosti, povezane z Lokovško planoto
Seznam osebnosti, ki so rodbinsko ali z življenjskimi aktivnostmi povezane z današnjo Lokovško planoto, katere večji del pokriva vas Lokovec, se dopolnjuje. Lokovška planota sega v tri občine: Mestna občina Nova Gorica (pretežni del), Občina Kanal ob Soči in Občina Tolmin. 

## Priimki
dr. Vojko Pavlin v knjigi Goriško gospostvo ob prehodu pod Habsburžane (na osnovi urbarja iz leta 1507) piše, da okoli leta 1500 takrat gozdnato območje današnjega Lokovca ni bilo stalno poseljeno. V Urbarju so med navedenimi kraji tudi pred 500 leti že naseljene lokacije v bližnji okolici Lokovške planote in priimki, ki jih 200 let pozneje srečamo pri priseljencih v Lokovce. Pregled prvih priimkov na Lokovški planoti in primerjava s krajem starejše omembe istih priimkov v Urbarju nakazuje smeri priselitve: Ariaw, Ariawecz (Erjavec/Rijavec: Lom, Spodnja Vrtojba), Brathusch (Bratuž: Hum pri Kalu nad Kanalom, Kal nad Kanalom, Kozana, Peč pri Sovodnjah, Bukovica), Bremiz (Bremec: Na goriških planotah pogost priimek Bremec je povezan z naseljem Bremci (Brenich) pri Kalu na Banjško-Lokovški planoti, ki je v Historični topografiji Primorske do leta 1500 na podlagi gradiva Milka Kosa omenjeno že v obdobju ok. 1370. Med prvimi naseljenci (Gornjega) Lokovca je bilo največ družin Bremec), Kargo (Čargo: Mrcinje), Leban (Grgar - kraj v SHT omenjen pred l.1292), Mamecz (Mamec: Ločnik), Mrackh (Mrak: Lom - kraj v SHT omenjen v l.1430-1450), Pirich (Pirih: Hum pri Kalu, Kal nad Kanalom - kraj v SHT omenjen v l.1430-1450, Koprivišče - kraj v SHT omenjen v l.1430-1450 in 1475, Senica pri Levpi - Levpa omenjena v SHT v l.1430-1450), Podgornik (Čepovan - kraj v SHT omenjen l.1296), Schuligoy (Šuligoj: Solkan, Orehovlje, Dol pri Kalu nad Kanalom - kraj v SHT omenjen v l.1430-1450, priimku je slično ime zaselka Šulgi v zgornjem delu Čepovanskega dola.)

### Priimki[2]prvih prebivalcev Lokovca (Lokoviz, Locoviz, Locovizh):
- v župnijski poročni knjigi za Čepovan so v prvi polovici 18. stoletja (1737-1749) vpisane poroke ženinov in nevest iz Lokovca s priimki: Bremec (Bremiz), Hvala (Hvalla), Humar/Kumar (Cumar), Kolenc (Collenz), Kuštrin (Custrin), Murovec (Muraviz), Mrak (Mrag), Pirih (Pirich), Šuligoj (Sulgoi)

- za Kal nad Kanalom vpisi v župnijskih knjigah v drugi polovici 18. stoletja prinašajo pestrost priimkov in potrjujejo različnost porekla prebivalcev, hišne številke pa precejšnjo poseljenost (leta 1785: h.št.127; leta 1796: h.št.142): Bratuž/Bratuš (Bratus), Bremec (Bremiz, Bremizh), Brezavšček (Bresouszik), Čargo (Chiargo), Gorjup (Goriup, Goriupp), Grosar (Grofsar), Hvala (Hvalla), Humar/Kumar (Cumar), Kogoj (Cogoi), Kolenc (Kolenz, Kollenz), Kovačič (Covazig, Covacig), Kuštrin (Kustrin, Custrin), Lapanja (Lapagna), Leban, Lipičar (Lipizar), Nemec (Nemiz), Mamic/Mamič (Mamiz), Mauri, Mokrin (Mocrin, Mockrin), Mrak (Mrack), Murovec (Muraviz), Obrekar, Pavšič (Pafsig), Pertout, Pirih (Pirich), Pisk (Pisek), Podgornik, Povšič (Pousig), Renko, Rijavec (Riaviz), Šavle/Šaule/Šauli (Saule, Sauli), Štulc (Stulz), Šuligoj (Suligoi, Sulligoi), Vončina (Wanzina, Voanzina, Wanzhina, Wonzhina, Woncina, Wonzina, Wonzin), Voglar, Žbogar (Sbogar).
- za Lom (Kanalski, Tolminski) so v drugi polovici 18. stoletja v župnijskih knjigah vpisani priimki Lokovčanov in Lokovčank živečih v skrajnih S in SZ zaselkih kraja: Pousig, Krascig, Cogoj, Muraviz, Stulz

Matične knjige za Lokovec so bile vzpostavljene šele leta 1800. VIR: Matricula Online. 
Rodoslóvje ali genealogíja je pomožna zgodovinska veda, ki proučuje in zasleduje družinsko poreklo in na osnovi pisnih in ustnih virov sestavlja družinska drevesa. Novi časi prinašajo različne tudi amaterskim rodoslovcem dostopne digitalne vire in rešitve, s pomočjo katerih spoznavamo poreklo priseljencev, družinske povezave in širjenje poselitve tudi na Lokovški planoti.

## Domačini in z Lokovško planoto rodovniško povezane osebnosti
- Lojze Bratuž (1902–1937), slovenski zborovodja, skladatelj in protifašist, njegov oče in očetovi predniki so bili iz Lokovca (Pocutovi) in Čepovana
- Almira Bremec, slikarka in grafičarka[4], po starših iz Lokovca
- Milko Melhior Bremec (1890–1971), inženir strojništva, inovator, projektant in organizator kovaške ter kovinske industrije, nestor slovenskega industrijskega kovaštva, vodilni pobudnik prehoda iz obrtniškega na industrijsko kovaštvo v Lokovcu, na Muti in v Zrečah[5]. Njegovi predniki so živeli v Gorenjem Lokovcu na domačiji Klanfar, od koder se je Milkov stari oče Janez okoli leta 1844 odselil v Ljubljano.
- Ljubka Čargo, političarka - mestna svetnica MO Nova Gorica v več mandatih, po starših iz Lokovca
- Anej Černe [6], domačin[7], skladatelj, prejemnik Prešernove nagrade (Akademija za glasbo Ljubljana, 2018)
- Miha Humar (1876-1942) in Štefan Humar (1885-1963), po domače pri Mraku v Srednjem Lokovcu: brata zidarja
- Ljoba Jenče, prejemnica državne medalje za zasluge, častna občanka Cerknice, ohranjevalka ljudskega spomina[8], pevka, pravljičarka, zbirateljica, voditeljica vokalnih in pripovedovalskih delavnic, avtorica knjig in člankov, strokovna sodelavka Kulturno turističnega društva Lokovec, po rodu iz Lokovca
- Marijan Kogoj, zgodovinar, profesor, upokojeni ravnatelj, prejemnik priznanja MONG[9], po starših iz Lokovca
- Anton Kuštrin (1882-1942), po domače pri Gamzinu: delal krniže, štirne, kamnita korita
- Viktor Ličer (1925–2016), tajnik Kovaške zadruge Lokovec (ko je kovaštvo na Lokovški planoti oživljal Milko Bremec)
- Bojan Maraž, oblikovalec[10], fotograf, snemalec; po materini strani iz Lokovca
- Mojca Maver Podbersič, glasbena pedagoginja, zborovodkinja, po materini strani iz Lokovca
- Franc Mokrin (1905-1962), po domače Pajer: štancar in vseznal, tudi tišler, leta 1954 je špičkal vse kamne za šolo pri Kolencu v Spodnjem Lokovcu
- Vida Mokrin Pauer, pesnica in pisateljica, po starših iz Lokovca
- Alojzij Murovec (1864-1946), po domače Šmonov Luiž iz Gorenjega Lokovca, štancar (klesar) samouk in zidar: izdelal nenavadno nabožno znamenje na Murovčevi Lazni v Lokovcu
- Andrej Murovec (1815–1884), ljudski podobar in kamnosek, rojen in umrl v Kanalskem Lomu, njegov oče je bil iz Lokovca[11]
- Alojz Pavšič (1901 - 1985)[12], fotograf, organist samouk in kulturno-prosvetni delavec, iz rojstnega Kanalskega Loma se je preselil na Most na Soči in leta 1961 v Solkan, kjer je imel fotografski atelje[13].
- Sebastjan Peršolja, mednarodno priznan slikar, kipar, grafik in oblikovalec, živi in ustvarja v ateljeju v Lokovcu
- Jožef Pisk (1902-1987), po domače Hrvatov Pepč iz Gorenjega Lokovca: slamokrovec
- Darja Povšič Peršolja, podjetnica, filantropinja (Fundacija Vrabček upanja), prejemnica priznanja MONG[9], po starših iz Lokovca
- Urška Povšič, avtorica strokovnih in publicističnih člankov o Lokovcu, zunanja sodelavka KTD Lokovec
- Miloš Rijavec, akademski glasbenik – trobentar, prejemnik nagrade MONG[14] za delovanje v vlogah pedagoga, glasbenika in organizatorja, za razvoj zasedbe Big banda NOVA, glasbenega prostora na Goriškem in širše; njegova mama je bila iz Lokovca.
- Anton Šavli (1843-1915), po domače Šuljetov iz Gorenjega Lokovca: kamnosek, izdeloval portale
- Janja Šuligoj, avtorica strokovnih in publicističnih člankov o Lokovcu, lektorica, zunanja sodelavka KTD Lokovec
- Miroslav Mirko Šuligoj (1927-2000), učitelj, ravnatelj, zbiratelj lokovškega kovaškega izročila, sestavljavec kronik, rezbar samouk, prejemnik nagrade Občine Nova Gorica[15]

Lokovčani iz novejšega časa, ki so se tako ali drugače ukvarjali z obdelovanjem kamna: Ivan Gorjup na Dolenjih Lavtarcah, Rok Vončina - Katornov, Janez Vončina Na Dolenjem Humu, Tomaž Šavli - Peršoljev, Peter Pertovt - Pušičev in - Avguštin Bremec Na Gorenjih Stajah. Vir podatkov za kamnoseke, klesarje in zidarje je knjiga Špički, špičkarji, kamnarji, zidarji . Med kamnarske poklice sodi tudi apneničarska dejavnost, ki je bila na območju Lokovca zelo razvita in še ni raziskana. 

### Rodbine
Filip Leban (1911-1983), kovač, partizan, vojni ujetnik v 2. SV, v Jugoslaviji prejemnik medalje za hrabrost in medalje zaslug za narod; njegov vnuk Dean Leban, domačin, kovač, umetnostni kovač, strokovni sodelavec KTD Lokovec pri ohranjanju kovaške dediščine in kreiranju kovaških umetniških izdelkov, podjetnik.
Jakob Povšič (1836-1914), Franc Povšič (1873-1962), Viktor Povšič (1904-1987) in Nace Povšič, rodbina vsaj šestih generacij potomcev najverjetneje prvih lokovških kovačev in mojstrov izdelovanja rezil (fouč), v kateri je s to obrtjo začel prednik že v začetku 19. stoletja, zaslužna tudi za povojno (2.SV) obuditev tradicionalnega kovaštva.
Joško Šuligoj (1954-2021), kovač, vodja prezentacijske skupine lokovških kovačev; njegov brat Miroslav Šuligoj Bremec, dolgoletni predsednik Kulturno turističnega društva Lokovec, nosilec ohranjanja etnološke dediščine ter razvoja lokalnega kulturnega turizma, urednik publikacij in zbornikov, avtor publicističnih in strokovnih člankov, kreator in organizator etnoloških in kulturnih dogodkov
Jožef Josip Winkler (1876-1918), Pepč Mežnarjev, v letih 1904-1912 župan županije in davčne občine Lokovec znan po liberalnih načelih, posestnik, kmet, trgovec in krčmar-gostilničar; član Mohorjeve družbe; kot AO vojak poslan na Vzhodno fronto, od koder se ni vrnil; med 1.SV so na njegovi domačiji bivali AO častniki. Nekateri njegovi znani predniki, potomci in sorodniki so:
- Blaž Winkler (1841-1919), Jožefov oče, od Nemcev (Trnovo) v Lokovec poročen mlajši brat barona dr. Andreja Winklerja, član Mohorjeve družbe; v RKD vpisana kamnita štirna na vaški cesti med hišami Pri cerkvi v Lokovcu z letnico 1892 ima inicialki BW - Blaž Winkler
- Andrej baron Winkler (1825-1916), Jožefov stric, pravnik in politik (c. kr. predsednik dežele Kranjske /5.5.1880 - 7.10.1892/, krminski in tolminski okrajni glavar, poslanec v goriško-gradiškem deželnem zboru in v državnem zboru na Dunaju), vitez reda železne krone II. stopnje, povzdignjen v dedni plemiški stan s stopnjo »baron« (Freiherr von Winkler)[19]. Andrej baron Winkler je preko žene Marije K. A. W. roj. Obreza sorodstveno povezan s Francetom Prešernom, preko poroke hčerke Marie Phillipe Freiin von Winkler z grofom Antonom Pace von Friedensberg  v sorodu s potomci Goriških grofov, baronov Attems-Petzenstein (von Erberg), družino škofa Friderika Barage, preko poroke sina sina Egona von Winkler v sorodu s cesarsko rodbino Habsburg, preko porok nekaterih drugih potomcev pa še z več plemiškimi in vladarskimi rodbinami in njihovimi potomci.
- Izidor (Dorče) Winkler (1902-1967), le 17-leten kot najstarejši Jožefov sin l.1919 prevzel domačijo in skrb za številno družino, v času fašistične Italije zagovornik naprednih idej in upornik poitalijančevanju, med 2. SV sodelavec odporniškega gibanja, vse življenje omogočal družbene in politične dogodke ter delovanje vaških organizacij v prostorih domačije in gostilne, po 2. SV tudi ustanovitev Kovaške zadruge; imel je obsežno zbirko in posojevalnico knjig, bil je lovec in lovski funkcionar[20] (gostilna se je njega dni imenovala Pri lovcu)
- sorodniki: Venceslav Winkler (pisatelj, Jožefov pranečak); Iztok Winkler (gozdarski strokovnjak in politik, Jožefov prapranečak, Venceslavov sin); Peter Winkler (politik, Jožefov prapranečak, Venceslavov sin); Avgust Kafol[21] (iz Čepovana, mož Jožefove sestrične, okrajni gozdar na Krasu in gozdarski strokovnjak); pranečakinja Mara Rijavec[22] (učiteljica, publicistka, Jožefova pranečakinja)

Priimek Winkler je v Lokovcu prisoten od l.1872, ko se je na domačijo Pri mežnarju (Šuligojevi) poročil Blaž Winkler, potomec dvornega gozdarja Janeza Winklerja. Janez se je odzval na poziv vlade Marije Terezije in se l.1757 z nalogo vpeljati gozdarske in lesarske izboljšave z družino priselil iz Dunajskega gozda (Wienerwald, župnija Sveti križ) na Trnovsko planoto v, za cesaričine gozdarje postavljeno, novo naselje Nemci (Tedeschi) med Trnovim in Lokvami. (V sklicu  je pojasnjen nastanek priimka, v sklicu  so navedeni kraji na Slovenskem, ki so bili v preteklosti zapisani enako kot v matičnih knjigah različice priimka Winkler, v sklicu  pa je zapis o morebitnem skupnem izvoru priimka Winkler in Voglar.)

### Lokovčanke in Lokovčani, člani etnoloških skupin in etnološki liki
- skupina Domači pevci iz Lokovca pod strokovnim mentorstvom Ljobe Jenče od leta 2005 ohranja ljudsko petje in etnološko izročilo; prepoznavnejši člani: Povšič N. (vodja skupine), Povšič M., Murovec M., Murovec Jože (1947-2018); leta 2012 sodelovala v predstavi samospevu-spevoigri Kovačev študent[27] (Vinko Vodopivec), ki je gostovala v številnih primorskih krajih in v domačem Lokovcu; je prejemnik priznanja JSKD
- zasedba ljudskih godcev in pevcev Vesel Garejnkančane ohranja ljudsko petje[28] in etnološko izročilo
- skupina Lokovški kovači prikazuje tradicionalne ročne kovaške spretnosti; prepoznavnejši člani: Vončina A., Šuligoj A., Šuligoj Joško (1954-2021, prvi vodja demonstratorke skupine lokovških kovačev), Mrak J., Humar F., Šuligoj J.
- lik Faruška Roza (Rijavec V.), ljudska pripovedovalka in komičarka, ohranja domače narečje
- aktiv žena ohranja tradicionalno lokovško kulinariko

Eden od trajnih rezultatov sodelovanja nosilcev ohranjanja krajevnega izročila je zgoščenka z ljudskimi pesmimi, vižami in govorico Poslušam kovača.

### Izseljenci in priseljenci
Odseljevanje iz Lokovcev je prisotno vse 20. stoletje. Pred 1. SV so domačini najprej odhajali na začasno delo, potem pa so se tudi odselili v bližnja urbana središča, katerih širitev je pospešila gradnja Bohinjske železniške proge. Med obema vojnama je bilo odseljevanje najbolj množično, ko se je večina iz ekonomskih in med italijansko zasedbo tudi narodnostnih razlogov odločila za pot v obe Ameriki. Po 2.SV je povojna obnova nove države, nova delovna mesta in gradnja novih naselij privedla do tega, da so domačije zapustili mladi, in so v Lokovcu ostajali le starejši. Potomce vsaj stopetdesetih (150) Lokovčanov in Lokovčank, ki so domače zapustili v prvi polovici 20. st. danes najdemo v Argentini, Združenih državah Amerike, Kanadi, Avstraliji, Afriki (Etiopija) in Evropi (Italija, Švica, Francija, Belgija, Nemčija, Anglija, Švedska, Češka, Avstrija, Madžarska, države nekdanje Jugoslavije). 
Ponovno priseljevanje na Lokovško planoto je prisotno od začetka 21. stoletja. Vračajo se mlajši in manj mladi potomci prve in druge generacije odseljenih, na novo pa prihajajo tujci, ki na Lokovški planoti kupujejo zapuščene starejše hiše s pripadajočimi zemljišči. Priseljenci iz Velike Britanije, Nizozemske, Francije, Italije, Avstralije... vidijo Lokovško planoto poleg počitniške tudi kot bivanjsko in poslovno destinacijo. 

## Osebnosti, raziskovalno in delovno povezane z Lokovško planoto

### Geologija, naravoslovje
- Jurij Andjelić - Yeti, jamar, fotograf, avtor člankov, kot geolog in jamar je bil pogosto na Lokovški planoti[31]
- František Benhart (1924–2006), poznavalec in povezovalec češke in slovenske literature in kulture ter dopisni član[32] SAZU; med terenskim raziskovanjem Slovenije je obiskal Lokovec in v reviji Sodobnost objavil članek Ko je padavin preveč (1963, št.1[33]; članek je bil, vključujoč fotografije, ponovno objavljen v Planinski vestnik 1978, št. 4[34] )
- Dario Cortese (28.7.1964 - 23.7.2021), publicist, predavatelj, avtor številnih knjig[35] o divji hrani in nabiralništvu, urednik in izdajatelj. Poti so ga vodile tudi na Lokovško planoto. V knjigah, publikacijah in člankih je pisal tudi o lokovški krajini in njeni "divji" naravni dediščini.
- Igor Dakskobler[36], fitocenolog, botanik, fotograf, raziskovalec flore in vegetacije gozdov ter različnih negozdnih združb tudi na Banjški in Lokovški planoti[37], član skupine raziskovalcev (Igor Dakskobler, Marija Skok, Gabrijel Seljak, Jože Lango in Martina Bačič), ki je leta 2020 objavila študijo Dopolnjena vednost o razširjenosti in rastiščih redke vrste v flori Slovenije[38], v kateri je potrjena domneva Toneta Wraberja, da redka vrsta gozdni mošnjak (Thlaspi sylvestre, v novejših florah T. caerulescens) v Sloveniji ni samonikla, in da se je na Lokovško planoto in v Čepovansko dolino priselila s človekovo pomočjo z vojaškimi transporti med 1. SV (seno za konje in mule).
- Stanko Dimnik (1891-1980)[39], gradbeni inženir statik, šolnik, pisec planinskih, zgodovinskih in tehnoloških razprav; tolmači, da je izvor imena najvišjega hriba Lašček na Lokovški planoti v spomin na Lahe in Vlahe, ki so pred Slovani poseljevali te kraje
- Peter Habič (1934-1998)[40], geograf, raziskovalec kraških predelov na Slovenskem, v znanstvenih in strokovnih besedilih pisal tudi o nastanku Lokovške planote
- Balthasar Hacquet (okoli 1735–1815), med leti 1766 in 1773 je v Idriji nasledil zdravniško službo Giovannija Antonia Scopolija in v zadnji četrtini 18. stoletja raziskoval hribovje/planoto Lašček; Scopoli in Hacquet sta začetnika znanosti v Sloveniji[41][42][43]
- Franz Kossmat (1871-1938), avstrijsko-nemški geolog; v znanstvenih člankih[44] je pisal tudi o geoloških raziskavah na Lokovški planoti
- Franc Krašan (1840–1907)[45], botanik, terenski raziskovalec; leta 1868 je objavil Poročilo o ekskurziji v hribovje Lašček med Kanalom in Čepovanom v obdobju med 5. in 8. avgustom 1867, v katerem je pojasnil, da je raziskoval celotno območje Lokovške planote in okolice, uporabljal pa je takrat uradno poimenovanje območja Lašček (Bericht über meine Excursion in das Lascek-Gebirge zwischen Canale und Chiapovano im Görzer District vom 5. bis 8, August 1867[46]). V poročilu omenja okoliščine, zaradi katerih se mu je zdelo pomembno preveriti domnevo Balthasarja Hacqueta, da se na območju hribovja Lašček pojavljata dve rastlinski vrsti: Digitalis purpurea in Centaurea Karschtiana. Krašan je opravil enako pot kot izhaja iz Hacquetovih popotnih poročil. Ocenil je, da je Hacquet zamešal najdišča.
- Pavel Kunaver (1889-1988), naravoslovec, raziskovalec, jamar; Kunaver je bil pomemben član posebne vojaške skupine za raziskovanje jam in je s pomočniki med 1. SV preiskal in popisal 106 jam na planoti Lokovec in na zahodnem delu Trnovskega gozda ter o tem pisal. Leta 1921 je Planinski vestnik objavil strokovno poročilo Pavla Kunaverja Jame na Trnovskem gozdu in na planoti Lokovec.[47]
- Anton Melik (1890-1966), slovenski geograf. "Ustanovil je svojo geomorfološko šolo. Napisal je več kot 400 del, od tega 31 knjig. Ukvarjal se je z alpskimi in kraškimi pokrajinami ter regionalizacijo Slovenije." Pisal je tudi o nastanku Lokovške planote.
- Matej Andrejevič Ternovec (1842–1913)[48], pravnik, publicist, prevajalec in narodni buditelj. Za slovenski tisk je pripravil več narodopisnega gradiva, ki ga je zbral v domačih krajih (Grgar, Čepovan, Lokovec).
- Franc Truhlar (1900 - 1987)[49], zunanji sodelavec SAZU Inštitut za arheologijo (lociranje arheoloških najdišč na specialkah); Leta 1974 je v Arheološkem vestniku (Banjška planota - arheološka terra incognita?) zapisal, da značilno ime vrha Lašček utegne opomniti na morebitno rimsko utrdbo.
- Henrik Tuma, (1858 - 1935), slovenski odvetnik, politik, publicist, planinec in jezikoslovec, je v letih 1925–1926 v Geografskem vestniku objavil več člankov, oprtih na dolgoletna raziskovanja, o geografsko utemeljenih razlagah krajevnih imen. Za Lašček na Lokovški planoti (»1070 m na Kalski planoti nad Čepovanom«) je napisano: LASTA morfologično pomeni hribe ali gore, ki so »sestavljene iz skladastega pečevja« in »na lahko naklonjene plošče gole peči«. "Lašček je posebno goriško ime po laštastih kamenitih krajih in ne od lazov, ki so po gozdnatih tleh."
- Artur Winkler-Hermaden (1890-1963), avstrijski geolog, med 1. SV je bil premeščen na Soško fronto, od marca 1918 je poveljeval skupini vojaških geologov, s katero je raziskoval JZ del Julijskih Alp in Soško dolino, tudi Lokovško planoto, o čemer je pisal v znanstveni razpravi "Geomorphologische Studien im mittleren Isonzo und im unteren Idricatale". Ni v sorodu z lokovško družino Winkler.
- Tone Wraber (1938 -2010), botanik, univerzitetni profesor. Skupina raziskovalcev (Igor Dakskobler, Marija Skok, Gabrijel Seljak, Jože Lango in Martina Bačič) je leta 2020 objavila študijo Dopolnjena vednost o razširjenosti in rastiščih redke vrste v flori Slovenije[38], v kateri je potrjena domneva[50] Toneta Wraberja, da redka vrsta Gozdni mošnjak (Thlaspi sylvestre, v novejših florah T. caerulescens) v Sloveniji ni samonikla, in da se je na Lokovško planoto in v Čepovansko dolino priselila s človekovo pomočjo (vojaški transporti med 1. SV - seno za konje in mule)

### Kultura, umetnost, oblikovanje
- Peter Bevk[51] (22.2.1854 - 13.12.1931), cerkljanski zidarski mojster, leta 1901 sodeloval pri zamenjavi oken na lokovški župnijski cerkvi in leta 1905 izdelal Načrt za zgradbo nove mrtvašnice in shrambe za paramente v Lokovcu (kapela ob župnijski cerkvi)
- Stanko Jericijo (1928-2007), skladatelj, zborovodja, duhovnik in pedagog; leta 2001 je uglasbil pesem Vesela pastirica iz Lokovca, ki jo je napisal in natisnil Valentin Stanič v času kaplanovanja na Banjšicah (1802–1809)
- Ivan Kraigher (1908-1976), gradbeni projektant, po 2. SV je deloval na Goriškem pri obnovi v vojni porušenega podeželja (Tehnična baza Čepovan, Okrajni INOO za Grgar), v letih 1954 in 1955 je projektiral in izdelal načrte ter dokumentacijo za Dom zadruge Gornji Lokovec.

- Pavla Leban (1913 - 1993)[52], ljudska pesnica s psevdonimom Ljubinica; Katalog uporniškega pesništva navaja njeno povezanost z Lokovcem v obdobju februar 1945 in 6. marec 1945[53]
- Zmago Posega (1959-2009)[54], akademski kipar, avtor reliefa Svetogorske Matere božje v Mokrinovi kapelici v Spodnjem Lokovcu pred križiščem za Srednji Lokovec, ki je vpisana v RKD.
- Jakob Raspet[51] [55](1836 - okr. 1886), kipar in podobar iz Cerkna, avtor podobe presvetega Srca Jezusovega (l. 1873) za lokovško cerkev.
- Valentin Stanič (1774-1847), duhovnik, gornik in alpinist, pesnik, pisatelj, prevajalec, učitelj, vzgojitelj in kulturni delavec. Med Staničevim obdobjem na Banjšicah (1802–1809) je v tej kaplaniji uredil prvo šolo, za učence pisal preproste in poučne pesmi, jih učil petja, v naravi z njimi telovadil in jim kazal zdravilna zelišča. Z majhno tiskarno je poskrbel za tisk lastnih in prevedenih pesmi, med katerimi je tudi Vesela pastirica iz Lokovca, ki jo je leta 2001 uglasbil Stanko Jericijo iz Avč. Edino planinsko pot v kraju, pot na Lašček, je vzpostavilo in zanjo skrbi po njem poimenovano Planinsko društvo "Valentin Stanič" Kanal.
- Anton Škrabl, orglarski mojster iz Rogaške Slatine, pri katerem so bile naročene orgle z enim manualom (izdelane leta 1973 na Nizozemskem), ki so od leta 2001 v lokovški cerkvi
- Rafael Trpin (1944–), akademski slikar, risar, likovni pedagog, fotograf, pisatelj, domoznanec, pohodnik; o svojih pohodih po Lokovški planoti je objavljal v Planinskem vestniku[56] [57], v dveh avtorskih knjigah Klanec do doma 1, po kateri je bil leta 2011 posnet film,  in Klanec do doma 2 objavlja tudi risbe, slike in zgodbe lokovških domačij, ki jih je obiskal med leti 1997 in 2017. Avtor o knjigi Klanec do doma 2 pravi:

"Moje poti se s staranjem iztekajo. Kmečke steze je v veliki meri uničil žled 2014. leta. Nekaj malega ohranjajo lovci, gozdarji nikakor. Tu in tam kaj drobižastega rešujejo trimarji, turistični delavci, v svoj konec zagledani krajani. Vsega naštetega je daleč premalo. Gozdovi žive neugnano dalje, v nekaj letih se bodo obnovili in tudi posrebali ogromen del današnje kmečke lepote, lahko bi rekli – krajine. Poleg hiš in poti izginevajo košenice in gorski travniki, z njimi pa množica rastlin, ki so se v stoletjih naučile živeti prav tam. Lepa prihodnost se piše le gozdnim rastlinam. Tehnika risanja z mehkim svinčnikom ponuja nekaj plastičnosti, kar včasih prav pride. S senčenjem je mogoče doseči posebne svetlobne učinke, celo ponazoritev letnih časov. Z besedilom opremljene risbe so praviloma doslej neobjavljene. Besedila so zložena v moji znani maniri, spoštljivo. Spoštovanje si vsi ti rovtarski domovi neskončno zaslužijo (in njihovi graditelji), naj gre za s podatki obogaten tekst ali pa bolj čustven zapis s sobotnih poti. Zavedal sem se, da morajo biti narisane stavbe dobro umeščene v svoje klance. Pomagala mi je plastična obdelava motivov. Risbe so narejene po prejšnjih skicah na terenu, zadnje čase vse več tudi po fotografijah. Večji del risb je nastal leta 2006. Zbirko sem dopolnjeval še v letih 2013 in 2017. Skoraj vsa besedila so bila na papir vržena 2012. leta. Nekaj novih je bilo dodanih 2017. Odmevi na prvo knjigo »Klanec do doma« so bili izjemno dobri. Pohvale so prišle iz vrst mojih prijateljev, poznavalcev rovtarskih razmer, tudi ljubiteljev moje pisane besede – pa še iz bolj razgledanih kmečkih sosesk."
- Giuseppe Ungaretti (1888-1970), italijanski pesnik, pisatelj, prevajalec in novinar. Italijanski članek o Lokovcu na Wikipedia piše, da je bil pesnik med 1. SV v Lokovcu kot preprost vojak in ga v pesmi »Commiato« omenja z imenom Locvizza. Skoraj zagotovo gre za napako, in ne gre za Lokovec ampak za Lokvico[58] na Krasu, tudi glede na letnico nastanka pesmi 1916 v primerjavi s časovnico bitk na posameznih bojiščih Soške fronte ter upoštevajoč navedbe drugih virov.
- Tomaž Vuga, arhitekt in urbanist[59], avtor strokovnih člankov, publikacij in knjig, avtor Spomenika padlim borcem v NOB in žrtvam vojnega nasilja postavljenega ob križišču cest iz Spodnjega v Srednji Lokovec. Spomenik stoji na tlakovani ploščadi, do katere vodijo kamnite stopnice. Sestavljajo ga trije kamniti stebri pravokotnega tlorisa in posvetilni kamen. Na spomeniku so  Župančičevi verzi. Postavljen je bil 26. septembra 1965. Vpisan je v RKD.

### Etnološka, kulturna, tehniška in naravna dediščina
- Rado Bolčina in Mara Bolčina, upokojena prosvetna in športna delavca iz Čepovana[60], urednika publikacij in zbornikov, avtorja publicističnih in strokovnih člankov (zborniki: Oblačilna kultura na Trnovsko-Banjški planoti, Krčme in gostilne na Trnovsko-Banjški planoti, Zgodbe iz šolskih klopi: ob 150-letnici šolstva v Čepovanu, drugi), strokovna sodelavca Kulturno turističnega društva Lokovec; Mara B. je prejemnica Bloudkove plakete
- Zoran Božič (1951-2021), doktor znanosti, slovenski šolnik, literarni zgodovinar, prešernoslovec in državni svetnik, strokovni sodelavec Kulturno turističnega društva Lokovec
- Justina Doljak, zunanja strokovna sodelavka KTD Lokovec, upokojena učiteljica, raziskovalka krajevne zgodovine, so-avtorica in urednica zbornikov ter knjig o dediščini in ljudeh v Grgarju in okoliških krajih[61]
- Petra Kolenc[62], doktorica znanosti, raziskovalka, urednica, avtorica strokovnih in publicističnih člankov o Lokovcu, zunanja strokovna sodelavka KTD Lokovec
- Pavel Medvešček (1933-2020), slovenski pisatelj, publicist, grafik, slikar, zbiralec in interpretator ljudskega in mitskega izročila na Lokovški planoti
- Inga Miklavčič Brezigar, magistra znanosti, etnologinja, pobudnica vzpostavitve kovaškega muzeja v Lokovcu, avtorica strokovnih in publicističnih člankov o etnološki in tehniški dediščini Lokovške planote, zunanja strokovna sodelavka KTD Lokovec, prejemnica Murkove nagrade za življenjsko delo
- Jerica Mrak Pestotnik, magistra znanosti, avtorica strokovnih člankov o lokovškem kovaštvu in okoliški krajini
- Elza Pavšič, arhitektka, oblikovalka kovaških izdelkov, avtorica strokovnih člankov o lokovškem kovaštvu in krajini, strokovna sodelavka KTD Lokovec
- Rafael Podobnik- Raf, mojster fotografije, med terenskimi raziskovanji s sodelavci (P. Medvešček, R. Terpin) fotografiral lokovško dediščino (narava, izročilo starovercev)
- Božidar Franc Premrl[63], raziskovalec kamnite dediščine, v knjigi Špički, špičkarji, kamnarji, zidarji - Kamen in njegovi mojstri na Trnovski in Banjški planoti ter v okolici[64], opisuje lokovške kamnoseke in kamnoseško dediščino Lokovca

### Šolstvo
- Franc Cicero, rojen v Šmihelu (Šempas), učitelj[65] v Lokovcu (1891-1899), kamor je bil premeščen s Trnovega (v Trnovskem gozdu), ker se je tam sprl z duhovnikom (l. 1892 se je v Lokovcu poročil z domačinko Nežo roj. Medved, vdovo Pičulin)
- Rihard Gorjup (1876 – 1965), učitelj v Lokovcu (1901)[66]
- Franc Leban, učitelj v Lokovcu (1888-1889)[67]
- Peter Medvešček (1859–1932)[68], učitelj v Lokovcu (1887)
- Fran Mermolja (1879–1966)[69], učitelj v Lokovcu
- Franc Mlekuž (1900-1973)[70], po 1. SV je do l. 1926 imel potovalni pouk na šolah Vrata in Lokovec
- Stanko Murovec (1906-1982)[71], učitelj v Spodnjem in Srednjem Lokovcu v letih 1927-1929
- Marija "Minka" Pahor, rojena Lavrenčič (1908–1998)[72], učiteljica v Gornjem Lokovcu, publicistka, kulturna delavka
- Edvard Pitamic, učitelj v Lokovcu 1910 (iz Tolmina, VIR: Andrej Gabršček, Goriški Slovenci II)
- Ana Marija Rijavec (1942-2015), leta 1961 učiteljica na šoli v Gorenjem Lokovcu[73]
- Anton Rust(i)ja, učitelj v Lokovcu (1888)[74] [75]
- Zora Tusulin - Ausec (1902 - 1983), učiteljica, članica organizacije TIGR, partizanka[76]»Srna«. Rojena je bila v Kobaridu. Diplomirala je l.1923 na tolminskem učiteljišču. Najprej je bila učiteljica v Osnovni šoli pri Sv. Luciji (Most na Soči). Ker se ni vpisala v fašistično stranko, so jo 1. 10. 1926 premestili v Srednji Lokovec.
- Andrej Vendramin (1891-1978), "Goriški Schlinder" - »neznani pravičnik iz Solkana«[77] [78] [79] [80]je pomagal pri reševanju 73 preganjanih mladih Judov med holokavstom in je uvrščen v zbornik Slovenski pravični med narodi[81]; učitelj v Lokovcu, kjer se je l.1918 poročil[82] z domačinko Marijo roj. Leban, in kjer je bil rojen njegov sin Cvetko Vendramin (1927–)[83], slikar samouk

### Drugo
- Mario Abram (1920-2004)[84], časnikar, politik, udeleženec 2. SV; sodeloval pri nastanku brigade Garibaldi-Trst (Brigata d'Assalto Garibaldi-Trieste), ki je bila ustanovljena 5. aprila 1944 v Srednjem Lokovcu.
- France Bevk (1890-1970), slovenski pisatelj, pesnik, dramatik, prevajalec, urednik, politik, v knjigi Pot na svobodo[85] piše o partizanskih bojih med 2. SV, katerih udeleženec je bil, in lokovški krajini "...Skalnate čeri in kotanje, v njih le za prgišče rjave prsti. Siromašna, stokrat preizkušena vas, kraj številnih bitk med okupatorjem in partizani. Ob pogledu nanjo, sem si stokrat zastavil vprašanje: Kako se da le za grižljaj kruha iztisniti iz teh divjih skal? Vendar je bila zvestoba večja in njihove žrtve bogatejše kot v nekateri bogati vasi..."
- Walter Chiesa, se v članku »Elementi longobardi nella toponomastica goriziana« (prevod iz vira z več informacijami: publikacija Borc San Roc 8, 1996) posveča dendronimom, ki v italijanščini in slovenščini vsebujejo končnico »-ica« in so poimenovanje različnih gozdov na Goriškem: Castagnavizza (Kostanjevica, Kostanjev gozd - Kastanien Wald), Buccavizza (Bukovica, Bukov gozd - Buchen Wald), Ajševica (Lešnikov gozd - Haseln Wald), Locavizza (Lokovški gozd - Loccavizer Wald; - iz Log/Loch/Logo in Wald), Gabrovizza (Gabrovica, Gabrov gozd), Basovizza (Bazovica, Bezgov gozd) in drugi (Panovec, Hrastovec). Piše, da je silvotoponim Locavizza (v italijanščini) oz. Lokovec lingvistični fenomen, saj vsebuje ponavljanje v smislu »bosco-bosco oz. gozd(ni)-gozd«, kar je sicer pogosto prisotno v večjezičnih okoljih (latinsko-slovanskih, latinsko-grških, latinsko-arabskih). Etimološko raziskavo neslovanskih toponimov na območju stičišča latinskega, nemškega in slovenskega jezika nekoliko zaplete končnica » -izza/-izza/-ica «, ki je slovenskega/slovanskega porekla. Sorodna beseda »wizza« je namreč langobardskega/germanskega porekla. Različice besede »wizza« se na območju Benečija - Trentino - Zgornje Poadižje uporabljajo za (zaščiten) gozd.
- Zoran Dietz (1901–1978)[86], zdravnik; od 9. maja 1945 do 15. septembra 1947 delal kot zdravnik goriškega okrožja in po nekaj dni na teden odhajal v cono B v krajevne ambulante (Grgar, Ravne, Banjšice, Srednji Lokovec, Čepovan, Lokve, Trnovo, Ravnica)
- Vladimir Kenda (1915-1997)[87], časnikar, udeleženec 2. SV; sodeloval pri nastanku brigade Garibaldi-Trst (Brigata d'Assalto Garibaldi-Trieste), ki je bila ustanovljena 5. aprila 1944 v Srednjem Lokovcu.

## Cerkev
- Metod Pirih (1936–2021)[88], koprski škof, teolog, duhovnik, pedagog, rojen v Lokovcu, pokopan na Sveti Gori
- Vladimir Pirih (1922-2017)[89], rojen v Lokovcu, duhovnik, dekan, podravnatelj v Malem semenišču na Reki, škofijski tajnik na Reki, stolni vikar v Kopru, organist, pevovodja, avtor okoli 900 skladb, kulturni delavec

#### Redovnice
- s. Jožefa Bremec (Podšpikarska)
- s. Sholastika Pirih (Kačerjeva)
- s. Ana Slivka (Gamžičeva)
- s. Gizela Winkler (Mežnarjeva)

*Vsi trije navedeni Pirihovi so krvni sorodniki.

#### Župniki, vikarji, kaplani, kurati v Lokovcu  (po časovnem zaporedju)
| ime, obdobje | ime, obdobje |
| --- | --- |
| Janez Šavnik, prvi kaplan (1800-1817) | Valentin Pirec (1914-1915) |
| Anton Zdravljič (1817-1829) | Evgen Bregant (1915-1917) |
| Franc Štrekelj (1830-1932) | Peter Butkovič (1888–1953), ugankar, pisatelj, prevajalec, urednik, ilustrator, kaplan na Lokvah, od koder je soupravljal Lokovec (1916–1922)   |
| Tomaž Štrekelj (1832-1835, umrl in pokopan v Lokovcu )                                                                                                 | Janez Brezavšček (1917) |
| Luka Trušnovec (1836-1840) | Herman Trdan (1892–1970), duhovnik, narodni delavec, slikar, med 1. svetovno vojno in po njej kurat v Lokovcu (1917-1918)                       |
| Luka Nagode, prvi vikar (1840-1854) | Jakob Vončina, župnik; Štefan Pignatari, kurat (VIR: A. Gabršček, Goriški Slovenci II, 1918)                                                    |
| Anton Kavčič (1854-1863) | Franc Močnik (1918-1920) |
| Franc Košuta (1863-1869) | Štefan Pajntar (1921-1927) |
| Janez Jug (1870-1882) | Franc Širaj, dolgoletni župnik v Lokovcu, kjer je pokopan (1921-1941)                                                                           |
| Tomaž Rutar (1882-1890) | Ivan Hlad, upravitelj iz Čepovana (1961-1962 in 1977-1980)                                                                                      |
| Anton Pipian (1890-1892) | Franc Zagoršek, služboval v Čepovanu, od koder je pomagal župniku Širaju v Lokovcu                                                              |
| Alojzij Bratina, kurat v Lokovcu (1892-1896, Letopis slovenske matice za leto 1896)                                                                    | Vladimir Rijavec, služboval na Banjšicah, od koder je pomagal župniku Širaju v Lokovcu                                                          |
| Štefan Krkoč, vikar v Lokovcu (Letopis slovenske matice za leto 1896)                                                                                  | Martin Pavlin (1927-2013), v letih 1962-1977 zadnji župnik v Lokovcu, kjer je bival 15 let, župnik na Banjšicah in v Kalu nad Kanalom (do 2006) |
| Vincenc Mežan (1896-1906) | Janez Kržišnik (1980-1988) |
| Franc Šmid (1906-1907) | Evgen Gantar (1988-1995) |
| Franc Klanjšček, (so)ustanovitelj prve kovaške zadruge l. 1911 (1907-1914), iz Lokovca odšel na bojišče 1. SV v Galicijo, po vrnitvi služboval v Levpi | Stanko Šemrl (1995-1998) |

## Žrtve vojn

### Žrtve 1. svetovne vojne
V avstro-ogrsko vojsko je bilo med 1.SV vpoklicanih 317 Lokovčanov od takrat 1340 prebivalcev, 48 se jih s front in ujetništva ni vrnilo, 22 domačinov je umrlo v begunstvu, med civilisti je bilo 5 žrtev. Konec vojne je bilo na lokovškem pokopališču pokopanih 79 vojakov, ki so izgubili življenje v spopadih na Lokovški planoti in njeni okolici. Njihovi posmrtni ostanki so bili v tridesetih letih 20. st. prekopani na čepovansko vojaško pokopališče. 
Obeležja: 
- Na ploščadi na vzhodni strani cerkve sv. Petra in Pavla v Srednjem Lokovcu stoji Spomenik (padlim v) prvi svetovni vojni, ki je kot enota nepremične kulturne dediščine vpisan v RKD.
- Lajos Mớritz, učitelj, AO vojak v 1. SV; madžarskemu vojaku in mlademu učitelju iz mesta Gyõr, ki je 7.10.1917 med pripravami njegovega polka na zadnjo soško bitko padel na območju Lokovca, je bila na pročelju zakristije vaške cerkve leta 2011 na pobudo Madžarske postavljena spominska plošča[95]. Ob plošči je informativna tabla o njegovem doživljanju vojaških spopadov, zapisanih v dnevniku, ki ga je ob smrti imel pri sebi.

- Ernest Schwarzer[18] pl. Heldenstamm (1896-1917), zadnji vitez plemeniti Heldenstamm iz Koprivnice pri Brestanici, zaradi s strani družine prepovedane ljubezni si je večkrat odlikovan AO vojak na Soški fronti med 1. SV vzel življenje in bil pokopan v Lokovcu.
- Slovenskim vojakom, umrlim med 1.SV na vzhodni fronti na strani AO v bojih proti ruski armadi, je Slovenija leta 2018[96] postavila spomenika v Gorlicah na Poljskem in v ukrajinskem Lvovu. Med njimi so bili tudi Lokovčani.

### Žrtve 2. svetovne vojne
Nemci so požgali 44 hiš in prav toliko gospodarskih poslopij, v bojih proti sovražniku, v zaporih in taboriščih je med vojno umrlo 72 domačinov.
V Register kulturne dediščine vpisana obeležja:
- Spomenik padlim borcem v NOB in žrtvam vojnega nasilja: Spomenik stoji ob križišču cest iz Spodnjega v Srednji Lokovec na tlakovani ploščadi, do katere vodijo kamnite stopnice. Sestavljajo ga trije kamniti stebri pravokotnega tlorisa in posvetilni kamen. Na spomeniku so Župančičevi verzi. Postavljen je bil 26. septembra 1965. Avtor spomenika je arhitekt Tomaž Vuga.
- Spominsko znamenje družini Kralj: Na kamen ob ruševinah nekdanje Kraljeve hiše v Srednjem Lokovcu je vzidana marmorna spominska plošča, posvečena pobitim članom družine Šuligoj in Kralj. Postavljena je bila 19. septembra 1971.
- Spominska plošča v NOB padlima borcema IX. korpusa: Marmorna spominska plošča z vklesanim napisom je bila postavljena 22. julija 1985. Plošča je vzidana na stransko fasado objekta Lokovec 41.
- Spominska plošča Srečku Legatu: Na marmorni spominski plošči je vklesan napis Srečku Legatu, padlemu borcu v NOV. Postavljena je bila leta 1948. Plošča je vzidana v obcestni zid blizu domačije Lokovec 11.
- Spominska plošča padlim borcem NOB in žrtvam vojnega nasilja: Na marmorni spominski plošči so vklesana imena umrlih in posvetilni verzi. Postavljena je bila 4. julija 1947. Plošča je vzidana na dvoriščno fasado nekdanje osnovne šole v Gorenjem Lokovcu v Špilniku.
- Spomenik Francu Mermolji-Mitji: Spomenik je betonski kvader, ki ima na prednji strani vzidano marmorno ploščo z napisom, posvečenem sedemnajstletnemu partizanu Francu Mermolji - Mitji. Postavljen je bil leta 1961 ob cesti nad domačijo V Senebiku v Gornjem Lokovcu. Franc je bil kulturnik briškega bataljona in sin družbeno političnega delavca in zobozdravnika Mermolja Lamberta[97]
- Spomenik Darku Marušiču - Blažu[98] , narodnemu heroju, ki je padel v Spodnjem Lokovcu 17. novembra 1943, ko je vodil briško mladinsko delegacijo na pokrajinsko konferenco Zveze slovenske mladine. Spomenik je v obliki kamnite piramide. Na prednji strani je vzidana bronasta napisna plošča. Postavljen je bil 22. julija 1952 ob cesti v Spodnjem Lokovcu, v bližini domačije Podhribar.

## Povezave
- Seznam osebnosti iz Mestne občine Nova Gorica
- Seznam osebnosti iz Občine Kanal ob Soči
- Seznam osebnosti iz Občine Gorica
- Žrtve I. SV[99]
- Žrtve II. SV[100]
- Arhivski fondi Matricula Online[3]
- ProLoko, publikacija KTD Lokovec, ISSN 1854-0937, 2002-2024, Kulturno turistično društvo Lokovec
- Lokovec
- Lokovška planota
- Arhiv v Gorici (Italija)[101]
- Nagrajenci občine Nova Gorica[102]
- Kategorija:Seznami osebnosti po občinah v Sloveniji
- Kategorija:Ljudje po mestu v Sloveniji